# Ебба Буш
Ебба Буш (11 лютого 1987 , Gamla Uppsala parishd, Швеція ) –  шведська політична діячка, заступниця прем'єр-міністра Швеції та міністра енергетики, бізнесу та промисловості з жовтня 2022 року в уряді Ульфа Крістерсона. З 25 квітня 2015 року – голова партії Християнських демократів Швеції.

## Біографія
Ебба Буш (у 2013-2020 рр. Ебба Буш Тур) народилася 11 лютого 1987 року у передмісті Уппсали. Її дитинство пройшло у містечку Гунста. Закінчила школу при церковному об'єднанні «Слово життя», після чого здобула ступінь бакалавра у вищій школі Катедральскулан в Уппсалі. Вивчала конфліктологію в Університеті Уппсали, а влітку працювала маляркою. Одночасно проходила практику під керуванням Ларса Волина, а під час виборів у парламент у Швеції 2010 року працювала PR-консультанткою у Стокгольмі.
Буш вважає себе одночасно шведкою і норвежкою, тому що її тато родом з Норвегії; також вона володіє подвійним громадянством — Швеції і Норвегії.
У 2013 одружилася з футболістом Нікласом Туром, після цього обоє користувалися спільним прізвищем "Буш Тур". Діти: син (нар. 2015), дочка (нар. 2017). У 2019 подружжя розлучилося.